# Kołnierz turniejowy
Kołnierz turniejowy (niem. Turnierkragen, franc. lambeau, ang. label) – figura herbowa w postaci poziomej belki z trzema, czterema lub pięcioma czworokątnymi występami u dołu, zwykle w jednolitej barwie.
Kołnierz turniejowy najczęściej jest oznaczeniem herbu młodszej linii lub syna (dziedzica) dla odróżnienia od nieuszczerbionego herbu seniora rodu.
Herb np. Księcia Walii od herbu królewskiego różni się nałożonym srebrnym kołnierzem turniejowym o trzech występach.
Zstępni księcia Walii i boczne gałęzie rodziny królewskiej stosują dalsze odróżnianie herbów przez umieszczanie na kołnierzu turniejowym dodatkowych godeł (róż, kotwic, półksiężyców itp.) i zmianie jego barwy. Podobne znaczenie kołnierz turniejowy ma we Francji, w  Holandii i w Niemczech. Rzadko bywa stosowany we Włoszech i Westfalii - jako honorowe czy pamiątkowe zaszczycenie tarczy herbowej.

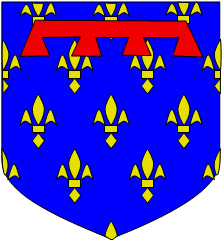
przykład kołnierza turniejowego w herbie Andegawenów
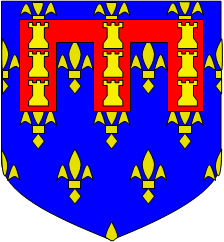
kołnierz turniejowy w herbie hr. d`Artois
Kołnierz turniejowy na fladze Piemontu
kołnierz turniejowy